# La seconda vita
La seconda vita è un film del 2024 diretto da Vito Palmieri ispirato al romanzo omonimo di Michele Santeramo.

## Trama
Anna ha 33 anni ed ha scontato 15 anni in carcere per aver ucciso sua sorella gemella. Essendo ora maggiorenne, avendo scontato la sua pena, vive del giudizio nonostante il verdetto, agli occhi delle persone.

## Produzione
Le riprese del film si sono svolte nel 2022 tra la Toscana ed Emilia-Romagna. Il film è stato prodotto da Articolture in collaborazione con Rai Cinema. In un'intervista rilasciata a The Hollywood Reporter Roma il regista Vito Palmieri ha raccontato il significato del film e la volontà di raccontare della vita dopo il carcere:

## Distribuzione
Il film è stato presentato in anteprima al Bari International Film Festival. Il film è stato distribuito nelle sale cinematografiche italiane a partire dal 4 aprile 2024.

## Accoglienza

### Critica
Il film è stato accolto con recensioni favorevoli da parte della critica cinematografica.
Paola Casella di MYmovies.it scrive che nel film si riscontra «l'esperienza di documentarista» del regista, valorizzata dalla «bella fotografia» di Michele D'Attanasio. La giornalista apprezza la «dolorosa intensità» dell'interpretazione di Marianna Fontana, oltre che di Giovanni Anzaldo e Nicola Rignanese, quest'ultima definita «silenziosa ma ricca di gravitas».
Giulia Lucchini del Cinematografo riporta che il film affronta «quasi come un thriller, ma al tempo stesso senza filtri e in modo diretto, il tema delle seconde possibilità» della «giustizia riparativa e il reinserimento nella società», affermando che «forte della bella interpretazione della giovane Marianna Fontana, [...] riesce a catturare l’attenzione dello spettatore».